# Algerische Mandole

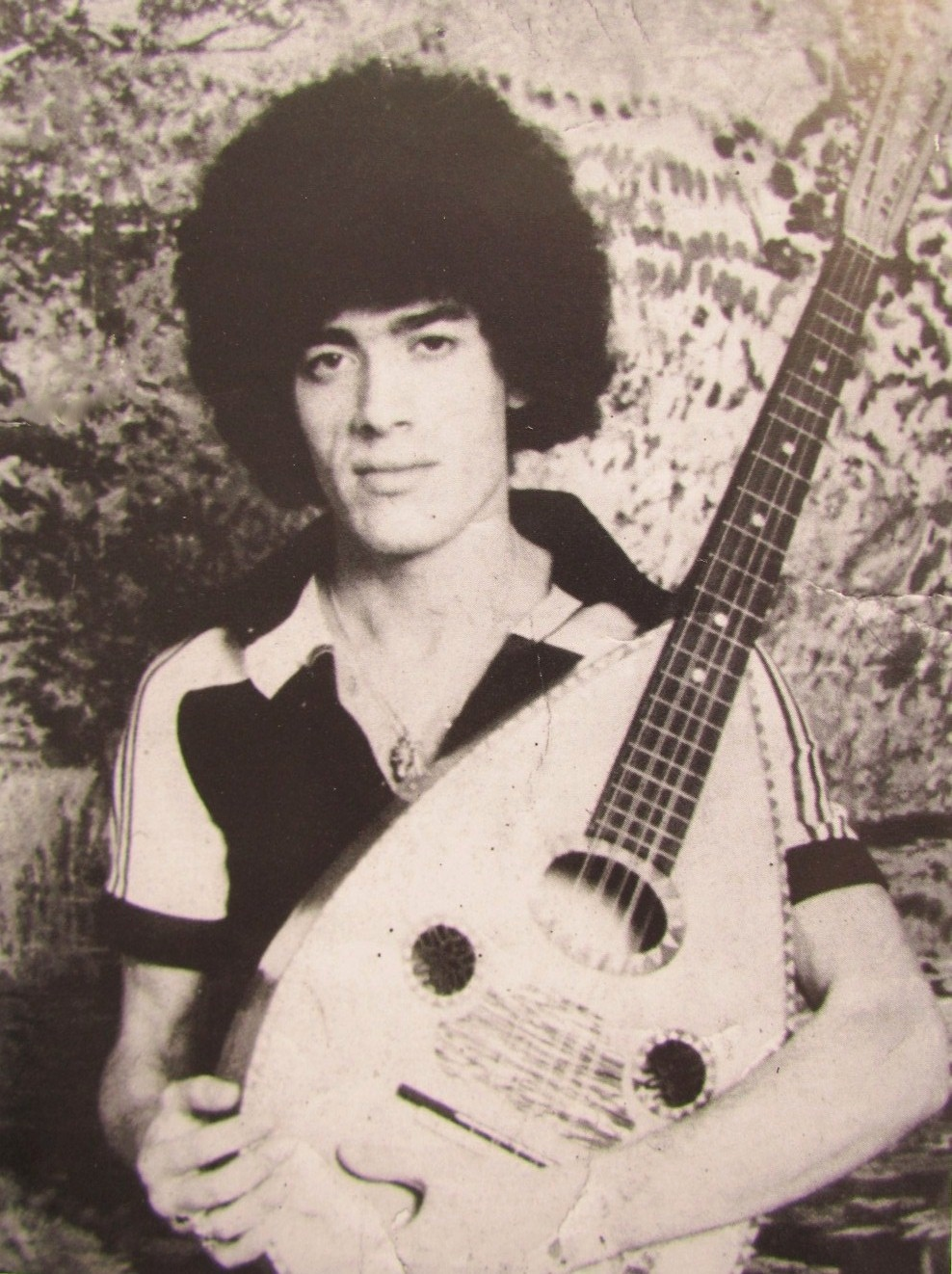
Lounès Matoub mit einer algerischen Mandole.

Die algerische Mandole (Mandol, Mondol, arabisch مندول جزائري Mandul Jazayiriun) ist ein Lauteninstrument mit Bünden und Stahlsaiten, das einer langgestreckten Mandoline ähnelt. Sie wird in der Musik der algerischen Kabylen, der nordafrikanischen Chaabi-Musik und in den Nubas der maghrebinisch-klassischen Musik gespielt.
Mandole ist das französische Wort für Mandola. Die nordafrikanische Mandole gehört zwar auch zur Familie der Mandolinen, ist aber keine Mandola im engeren Sinn, sondern eine Art Mandoloncello-Instrument. Der Name Mandolaute für dieses Instrument ist zwar in YouTube-Videos geläufig, trifft aber insofern nicht zu, als die Mandole nicht zu den Lauten im engeren Sinne zählt.

## Bauform
Die algerische Mandole ist ein Saiteninstrument mit einem birnenförmigen Korpus. Sie ähnelt in manchen Aspekten einer Gitarre. Der Rücken ist ebenfalls flach, das Griffbrett ist jedoch höher und der Hals ist breiter als bei einer Gitarre. Die Form ähnelt einer flachen Mandoline, der Resonanzkörper ist jedoch tiefer und viel größer. Auch das Griffbrett selbst unterscheidet sich von einem klassischen Gitarrengriffbrett. Es hat acht, zehn oder zwölf doppelt gespannte Saiten. Das Instrument kann mit zusätzlichen Bünden versehen sein, die es erlauben, Vierteltöne zu erzeugen. Vierteltöne werden verwendet, um Musik mit arabischen und türkischen Melodien zu spielen. Das Schallloch ist typischerweise diamantförmig, manchmal mit kunstvollen Rosetten aus Intarsien verziert. Instrumente wurden mit einer Skalenlänge von 25,5 Zoll (650 mm) bis 27 Zoll gebaut. Die Gesamtlänge des Instruments beträgt ca. 990 mm (ca. 39 Zoll). Breite 340 mm (ca. 13,4 Zoll), Tiefe 75 mm (ca. 3 Zoll). Die Skalenlänge setzt die Mandole in den Bariton- oder Bassbereich von Instrumenten wie dem Mandoloncello.

## Herkunft
Die Mandole war die europäische Mandola, die in Algerien wiedergeboren wurde. Die nordafrikanische Variante wurde 1932 vom italienischen Geigenbauer Jean Bélido entwickelt, nach Empfehlungen des algerischen Musikers El Hadj M'Hamed El Anka (1907–1978). El Hadj, der für seine Beiträge zur Chaabi-Musik bekannt ist, hatte während seiner Jugend die Mandola zu spielen gelernt. Er fand die Mandolas, die in andalusischen Orchestern verwendet wurden, „zu scharf und wenig verstärkt“. Bélido, ein Musiklehrer und Geigenbauer in Bab El Oued, änderte die Größe der „Demi-Mandole“, die dann gespielt wurde, sie zu erhöhen und die Soundboard-Struktur zu verändern, die Falldicke als Strings. Das Instrument, das er erschaffen hat, ist dem Mando-Cello in der Mandolinenfamilie am nächsten.

## Weblinks

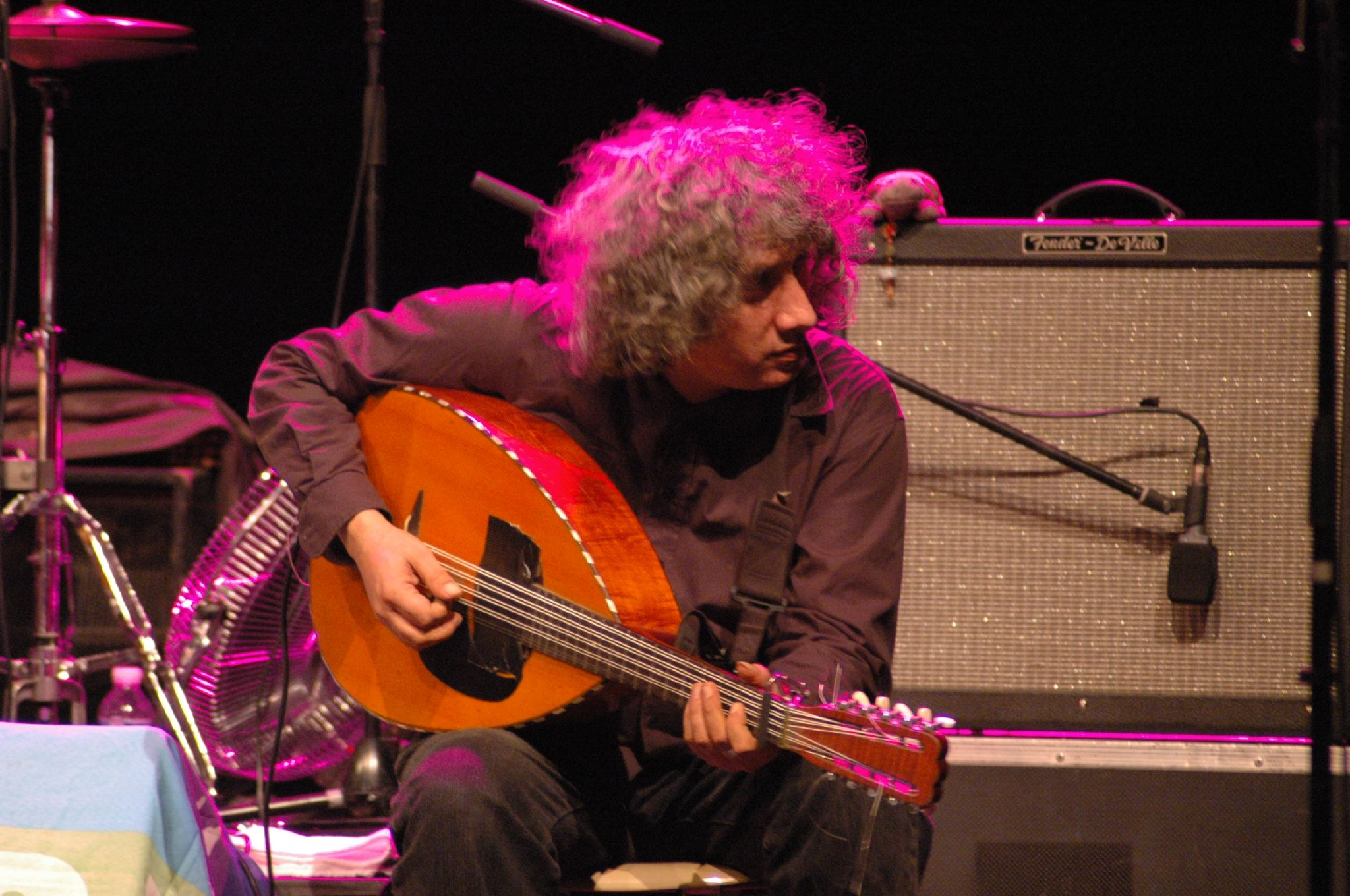
Hakim Hamadouche spielt eine Mandolaute in Marseille